# NGC 3425
NGC 3425 est une galaxie lenticulaire située dans la constellation du Lion. NGC 3425 a été découverte par l'astronome germano-britannique William Herschel en 1784. Cette galaxie a aussi été observée par l'astronome britannique Andrew Ainslie Common en 1880 et elle a été inscrite au catalogue NGC sous la désignation NGC 3388.

## Caractéristiques
Sa vitesse par rapport au fond diffus cosmologique est de 6 983 ± 35 km/s, ce qui correspond à une distance de Hubble de 103,0 ± 7,2 Mpc (∼336 millions d'al).
À ce jour, une mesure non basée sur le décalage vers le rouge (redshift) donne une distance d'environ 98,800 Mpc (∼322 millions d'al). Cette valeur est à l'intérieur des valeurs de la distance de Hubble.

## Groupe de NGC 3462
Selon un article publié par Abraham Mahtessian en 1998, NGC 3425 fait partie d'un groupe de 4 galaxies, le groupe de NGC 3462. Les deux autres galaxies du groupe sont NGC 3427 et NGC 3441.